# 地肤属
地肤属（学名：Kochia）也称雾冰藜属，是苋科下的一个属，现已并入沙冰藜属。为一年生或多年生草本植物，很少为半灌木植物。该属共有约35种，分布于全球温带地区。

## 词源
属名Kochia以德国植物学家Wilhelm Daniel Joseph Koch（1771-1849）的名字命名。

## 物种
本属包括以下物种：
- 全翅地肤 Kochia krylovii
- 毛花地肤 Kochia laniflora
- 黑翅地肤 Kochia melanoptera
- 尖翅地肤 Kochia odontoptera
- 木地肤 Kochia prostrata
- 地肤 Kochia scoparia
  - 扫帚菜 Kochia scoparia f. trichophylla
- 伊朗地肤 Kochia stellaris